# 岩出市立岩出第二中学校
岩出市立岩出第二中学校（いわでしりつ いわでだいにちゅうがっこう）は、和歌山県岩出市にある公立中学校。略称は、二中（にちゅう）。

## 沿革
- 1987年（昭和62年）4月 - 岩出市立岩出中学校から分離し、岩出町立岩出第二中学校開校。
- 2006年（平成18年）4月1日 - 岩出町の市制施行により、岩出市立岩出第二中学校と改称。

## 教育目標

### 校訓
「明るく、強く、正しい人に」

### 学校教育目標
「大きさの強みを生かした『活力のある学校』の実現」

## 部活動

### クラブ（文化部）
- 吹奏楽部
- 合唱部
- 美術部
- 技術部
- 英語部
- 科学部
- 茶道・生け花部
- 園芸部
- 読書部
- 写真部
- 家庭部
- 将棋部

### チーム（運動部）
- バスケットボール部
- バレーボール部
- 卓球部
- 柔道部
- ソフトテニス部
- ハンドボール部
- バドミントン部
- 野球部
- ソフトボール部
- サッカー部
- 陸上競技部
- 剣道部
- 水泳部

## 通学区域
以下の小学校区。
- 岩出市立上岩出小学校
- 岩出市立根来小学校
- 岩出市立中央小学校の校区の一部。
- 岩出市立山崎北小学校の校区の一部。

## 周辺
- 根来寺

## 交通
- JR西日本和歌山線岩出駅から北へ約2km

## 通学区域が隣接している学校
- 岩出市立岩出中学校
- 紀の川市立打田中学校
- （大阪府）泉南市立信達中学校